# Argyreuptychia palladia
Argyreuptychia palladia är en fjärilsart som beskrevs av Butler 1866. Argyreuptychia palladia ingår i släktet Argyreuptychia och familjen praktfjärilar. Inga underarter finns listade i Catalogue of Life.